# Уорнър Брос Пикчърс
Уорнър Брос Пикчърс (на английски: Warner Bros. Pictures) е американска компания за производство и разпространение на филми, част от Уорнър Брос Моушън Пикчър Груп, собственост на Уорнър Брос Ентъртейнмънт (и двете в крайна сметка притежавани от Уорнър Брос Дискавъри). Студиото е водещ продуцент на игрални филми в рамките на отдела на Уорнър Брос Моушън Пикчър Груп и е базирано в комплекса Уорнър Брос Студиос в Бърбанк, Калифорния. Анимационните филми, продуцирани от Уорнър Анимейшън Груп, също се издават под банера на студиото.
Уорнър Брос Пикчърс в момента е едно от петте студиа за игрални филми в рамките на Уорнър Брос Моушън Пикчър Груп, останалите са Ню Лайн Синема, Ди Си Студиос, Касъл Рок Ентъртейнмънт и Спайглас Медия Груп. Последната част от филмовата поредица Хари Потър е най-печелившият филм на студиото в световен мащаб с приходи от 1,3 милиарда долара.
Компанията е основана през 1923 г. от братята Хари Уорнър, Албърт Уорнър, Сам Уорнър и Джак Л. Уорнър, в допълнение към продуцирането на собствени филми, тя се занимава с операции по създаване на филми, кино разпространение, маркетинг и промоция на филми, продуцирани и издадени от други лейбъли на Уорнър Брос, включително Уорнър Брос Пикчърс Анимейшън, Ню Лайн Синема, Ди Си Студиос и Касъл Рок Ентъртейнмънт, както и на различни трети компании.

## История
Предшественикът на студиото (и на Уорнър Брос Ентъртейнмънт като цяло) е основан като компания Уорнър от режисьора Сам Уорнър и неговите бизнес партньори и братя, Хари, Албърт и Джак през 1911 г. Те създават първия си филм, Опасност от равнините, през 1912 г. През 1915 г. Сам и Джак се преместват в Калифорния, за да създадат своето продуцентско студио, докато Албърт и Хари на 8 юли 1915 г. създават базираната в Ню Йорк компания Уорнър Брадърс Дистрибютинг Корпорейшън, която издава филмите. През 1918 г. братята Уорнър продуцират първия си пълномащабен филм – Моите четири години в Германия. Военният филм е касов хит и помага на братята да се утвърдят като престижно студио.
На 4 април 1923 г. Уорнър Брос Пикчърс е официално създадена, тъй като основният ѝ фокус е изцяло върху филмовата индустрия. През 1927 г. Уорнър Брос Пикчърс прави революция във филмовата индустрия, когато американско-еврейските братя Уорнър издават първия си филм със звук Джаз певецът с участието на Ал Джолсън. Основателят Сам Уорнър обаче умира преди премиерата на филма. Когато компанията диверсифицира през годините, тя е преименувана до сегашното си общо име, но Уорнър Брос Пикчърс продължава да се използва като име на отдела за филмова продукция на компанията.
След антитръстовия иск на САЩ срещу Парамаунт Пикчърс от 1948 г. несигурните времена карат Уорнър Брос през 1956 г. да продаде повечето от своите игрални и анимационни филми преди 1950 г. на Асосиейтед Артистс Прадакшънс (ААП). В допълнение, ААП също получава късометражните анимационни филми на Флешър Стедиос и на Феймъс Студиос Попай, първоначално собственост на Парамаунт Пикчърс. Две години по-късно ААП е продадена на Юнайтед Артистс, която притежава компанията до 1981 г., когато Метро-Голдуин-Майер придобива Юнайтед Артистс.
През ноември 1966 г. Джак се поддава на напредването на възрастта и променящите се времена, продавайки 32% от контрола върху студиото и музикалния бизнес на Севън Артс Прадакшънс, управлявана от канадските инвеститори Елиът и Кенет Хайман, за 32 милиона долара. В крайна сметка компанията, включително студиото, е преименувана на Уорнър Брос-Севън Артс на 14 юли 1967 г.
През 1982 г., по време на своите независими години, Търнър Броудкастинг Систъм придобива Брут Прадакшънс, филиалът за филмова продукция на базираната във Франция тогава затруднена компания Фаберже.
През 1986 г. Търнър Броудкастинг Систъм придобива Метро-Голдуин-Майер. Оказала се в дългове, Търнър запазва филмовите и телевизионните библиотеки на Метро-Голдуин-Майер отпреди май 1986 г. и малка част от библиотеката на Юнайтед Артистс (включително библиотеката на ААП и северноамериканските права върху библиотеката на РКО Радио Пикчърс, докато отделя останалата част от Метро-Голдуин-Майер.
През 1989 г. Уорнър Комюникейшънс придобива Лоримар-Телепикчърс Корпорейшън и се слива с Тайм, за да създаде Тайм Уорнър (сега Уорнър Брос Дискавъри). Каталогът на Лоримар включва филмотеката след 1974 г. на Ранкин/Бас Прадакшънс и филмотеката след 1947 г. на Монограм Пикчърс/Ейлиъд Артистс Пикчърс Корпорейшън.
През 1991 г. Търнър Броудкастинг Систъм придобива анимационно студио Хана-Барбера и каталога на Руби-Спиърс от Грейт Американ Броудкастинг, а години по-късно Търнър Броудкастинг Систъм придобива Касъл Рок Ентъртейнмънт на 22 декември 1993 г. и Ню Лайн Синема на 28 януари 1994 г. На 10 октомври 1996 г. Тайм Уорнър придобива Търнър Броудкастинг Систъм, като по този начин връща библиотеката на Уорнър Брос от преди 1950 г. обратно у дома. Освен това Уорнър Брос притежава само библиотеката на Касъл Рок Ентъртейнмънт след 1994 г.

### Уорнър Брос Пикчърс
Подразделението е регистрирано като Уорнър Брос Пикчърс на 3 март 2003 г., за да разнообрази филмовите теми и да разшири аудиторията за техните филмови издания. Компанията става част от Уорнър Брос Пикчърс Груп, която е създадена през 2008 г., а Джеф Робинов е назначен за първия президент на компанията. През 2017 г. дългогодишният изпълнителен директор на Ню Лайн Тоби Емерих се присъединява като президент. През януари 2018 г. той е издигнат до председател. На 23 октомври 2018 г. е обявено, че Лин Франк, президент на Уорнър Брос Пикчърс Груп, напуска компанията, за да търси нови възможности. През юни 2019 г. Уорнър Брос Пикчърс подписва споразумение със СФ Студиос за разпространение на техните филми в Швеция, Дания, Норвегия и Финландия.
Както при повечето други разпространители на филми, Уорнър Брос Пикчърс има затруднения с издаването на филми по време на пандемия от коронавирус през 2020 г. поради ограниченията при посещения в кина. След като прехвърля няколко филма, планирани за 2020 г., към 2021 г., Уорнър Брос обявява през декември 2020 г., че възприема необичайния подход, като целият му списък от филми за 2021 г. е планиран както за пускане в кината, така и за едновременен едномесечен период на наличност в услугата за стрийминг на Ейч Би О Макс. След един месец филмите са все още налични в кината и по-късно са достъпни чрез домашни медии според типичните графици за пускане. Ходът за излъчване на премиери в стрийминг платформата е критикуван от продуцентски компании, режисьори и актьори, тъй като Уорнър Брос Пикчърс не информира никого за плана преди обявяването, както и за опасенията за по-ниски изплащания поради опциите за стрийминг, което кара Уорнър Брос Пикчърс да промени процентите си на компенсация за засегнатите филми до януари 2021 г., за да осигури по-големи изплащания на актьорите и екипите на тези филми.
През март 2021 г. Уорнър Брос обявява, че през 2022 г. преустановява своя модел за издаване в кината в същия ден и по Ейч Би О Макс в полза на 45-дневен период за ексклузивност в кината. Това е част от споразумение, което студиото постигна със Синеуърлд.
На 1 юни 2022 г. Уорнър Брос Дискавъри, компанията, създадена от сливането на УорнърМедия и Дискавъри, обявява, че Емерих се оттегля като ръководител на Уорнър Брос Пикчърс Груп след преходен период и че тя ще бъде разделена на три отделни звена; Уорнър Брос Пикчърс/Ню Лайн Синема, Ди Си Филмс и Уорнър Анимейшън Груп. Бившият ръководител на Метро-Голдуин-Майер Майкъл Де Лука и Памела Абди са избрани за съпредседатели на Уорнър Брос Пикчърс, докато Емерих започва своя собствена продуцентска компания и сключва петгодишно споразумение за разпространение и финансиране с Уорнър Брос Пикчърс. На 8 юни главният оперативен директор Каролин Блекууд обявява, че също се оттегля.
Стив Спира се връща като президент по бизнес въпросите на Уорнър Брос през юни 2022 г., докато Де Лука и Абди поемат управлението от Емерих през юли 2022 г. Бившият президент Алън Хорн е назначен за консултант на президента на Уорнър Брос Дискавъри Дейвид Заслав, работещ с Де Лука и Абди.
През август 2022 г. Уорнър Брос Пикчърс сключва многогодишна сделка за разпространение на филми на Метро-Голдуин-Майер извън Съединените щати, включително за домашна употреба. Договорът включва съвместно участие на двете компании за маркетинг, реклама и разпространение на филми за бъдещи заглавия на Метро-Голдуин-Майер. През същия месец плановете за разпространение на филми в студиото са променени, като студиото разчита повече на продукциите в кината, отколкото на тези само за Ейч Би О Макс.
Уолтър Хамада, президент на Ди Си Филмс, се оттегля на 19 октомври 2022 г. Президентът на производството и развитието Кортни Валенти напуска на 28 октомври и е заменена от Джеси Ерман.
На 9 юни 2023 г. Уорнър Брос Пикчърс Груп е преименувана на Уорнър Брос Моушън Пикчър Груп.

## Филмотека
Сливанията и придобиванията помагат на Уорнър Брос да натрупа разнообразна колекция от филми, анимационни филми и телевизионни програми. Към 2022 г. компанията притежава повече от 145 000 часа единици, включително 12 500 игрални филма и 2400 телевизионни програми, включващи повече от десетки хиляди отделни епизоди.

### Споделени вселени
Уорнър Брос притежава споделени вселени. Някои от тях са базирани на книги и комикси, включително някои от най-печелившите във филмовата индустрия.
| Франчайз                   | Брой филми | Бележки |
| -------------------------- | ---------- | --- |
| Разширена вселена на Ди Си | 14         | Филми, базирани на Ди Си Комикс. Вселената на Ди Си служи като предстоящо рестартиране, ръководено от Джеймс Гън. |
| Вселена на Ди Си           | -          | Предстоящо рестартиране на Разширената вселена на Ди Си, ръководено от Джеймс Гън. Първият филм се очаква да излезе през 2025 г. |
| Магьоснически свят         | 11         | Филмовите права, продадени от Джоан Роулинг за 2 милиона долара и нетен процент от печалбата. Тази споделена вселена е четвъртият най-доходоносен филмов франчайз в историята на киното. Тази вселена включва 8 филма, базирани на книжната колекция Хари Потър и 3 филма, базирани на Фантастични животни и къде да ги намерим. |
| Заклинанието               | 8          | Драматизирани филми на ужасите, базирани на реални случаи на паранормалните изследователи Ед и Лорейн Уорън. Тази споделена вселена включва филми като Анабел, Монахинята и Проклятието на плачещата жена. |
| МонстърВърс                | 4          | Споделена вселена, базирана на кайджу герои, създадени от Тохо, включително Годзила, Кинг Конг и Мотра. Копродукция е с Леджендари Ентъртейнмънт. |
| Средна земя                | 6          | Филмов франчайз, базиран на книгите, написани от Дж. Р. Р. Толкин, режисиран от Питър Джаксън. |
| Лего                       | 4          | Уорнър Брос притежава правата върху филмите с Лего до края на 2019 г. Планирани са още филми Лего, но са отменени, след като Юнивърсъл Пикчърс купува правата върху филмите с Лего. |

### Най-печеливши филми
| Позиция | Заглавие                                         | Година | Брутна печалба |
| ------- | ------------------------------------------------ | ------ | -------------- |
| 1       | Черният рицар ‡                                  | 2008   | $534,987,076   |
| 2       | Черният рицар: Възраждане                        | 2012   | $448,149,584   |
| 3       | Жената чудо                                      | 2017   | $412,845,172   |
| 4       | Хари Потър и Даровете на Смъртта: част 2         | 2011   | $381,447,587   |
| 5       | Батман                                           | 2022   | $369,345,583   |
| 6       | Американски снайперист                           | 2014   | $350,159,020   |
| 7       | Жокера                                           | 2019   | $335,477,657   |
| 8       | Аквамен                                          | 2018   | $335,104,314   |
| 9       | Батман срещу Супермен: Зората на справедливостта | 2016   | $330,360,194   |
| 10      | То                                               | 2017   | $328,874,981   |
| 11      | Отряд самоубийци                                 | 2016   | $325,100,054   |
| 12      | Хари Потър и Философският камък ‡                | 2001   | $318,886,962   |
| 13      | Хобит: Неочаквано пътешествие                    | 2012   | $303,030,651   |
| 14      | Хари Потър и Нечистокръвния принц                | 2009   | $302,334,374   |
| 15      | Хари Потър и Даровете на Смъртта: част 1         | 2010   | $296,374,621   |
| 16      | Генезис                                          | 2010   | $292,587,330   |
| 17      | Хари Потър и Орденът на феникса                  | 2007   | $292,382,727   |
| 18      | Човек от стомана                                 | 2013   | $291,045,518   |
| 19      | Хари Потър и Огненият бокал                      | 2005   | $290,469,928   |
| 20      | Матрицата: Презареждане                          | 2003   | $281,576,461   |
| 21      | Ергенският запой                                 | 2009   | $277,339,746   |
| 22      | Гравитация                                       | 2013   | $274,092,705   |
| 23      | Хари Потър и Стаята на тайните                   | 2002   | $262,641,637   |
| 24      | Хобит: Пущинакът на Смог                         | 2013   | $258,387,334   |
| 25      | LEGO: Филмът                                     | 2014   | $257,966,122   |

| Позиция | Заглавие                                         | Година | Брутна печалба |
| ------- | ------------------------------------------------ | ------ | -------------- |
| 1       | Хари Потър и Даровете на Смъртта: част 2         | 2011   | $1,342,359,942 |
| 2       | Аквамен                                          | 2018   | $1,148,528,393 |
| 3       | Черният рицар: Възраждане                        | 2012   | $1,081,153,097 |
| 4       | Жокера                                           | 2019   | $1,074,445,730 |
| 5       | Хари Потър и Философският камък ‡                | 2001   | $1,017,713,119 |
| 6       | Хобит: Неочаквано пътешествие                    | 2012   | $1,017,030,651 |
| 7       | Черният рицар ‡                                  | 2008   | $1,006,102,277 |
| 8       | Хари Потър и Даровете на Смъртта: част 1         | 2010   | $977,070,383   |
| 9       | Хобит: Пущинакът на Смог                         | 2013   | $959,027,992   |
| 10      | Хобит: Битката на петте армии                    | 2014   | $956,019,788   |
| 11      | Хари Потър и Орденът на феникса                  | 2007   | $942,201,710   |
| 12      | Хари Потър и Нечистокръвния принц                | 2009   | $934,483,039   |
| 13      | Хари Потър и Огненият бокал                      | 2005   | $896,730,264   |
| 14      | Хари Потър и Стаята на тайните                   | 2002   | $879,793,867   |
| 15      | Батман срещу Супермен: Зората на справедливостта | 2016   | $873,637,528   |
| 16      | Генезис                                          | 2010   | $836,848,102   |
| 17      | Жената чудо                                      | 2017   | $822,854,286   |
| 18      | Фантастични животни и къде да ги намерим         | 2016   | $814,037,575   |
| 19      | Хари Потър и Затворникът от Азкабан              | 2004   | $796,907,323   |
| 20      | Интерстелар‡                                     | 2014   | $773,897,851   |
| 21      | Батман                                           | 2022   | $770,962,583   |
| 22      | Отряд самоубийци                                 | 2016   | $746,846,894   |
| 23      | Матрицата: Презареждане                          | 2003   | $741,847,937   |
| 24      | Гравитация                                       | 2013   | $723,192,705   |
| 25      | То                                               | 2017   | $701,842,551   |

‡ – включва кино преиздания